# Ретеж
Ретеж —  деревня в Окуловском районе Новгородской области в составе Угловского городского поселения.

## География
Находится в центральной части Новгородской области на расстоянии приблизительно 12 км на восток-юго-восток по прямой от районного центра города Окуловка.

## История
Во второй половине XIX века была обозначена на «карте Шуберта» как поселение с 15 дворами. В 1911 году здесь (тогда деревня Боровичского уезда Новгородской губернии) было учтено 23 двора.

## Население
Численность населения: 125 человек (1911 год), 2 человека (русские 100%) в 2002 году, 3 в 2011.